# Joan Fuster Bonnin
|  | «Joan Fuster» redirigeix aquí. Vegeu-ne altres significats a «Joan Fuster (desambiguació)». |

Joan Fuster Bonnin (Palma, Mallorca, 1870 - 1943) fou un pintor impressionista.

## Biografia
Joan Fuster Bonnin va néixer a Palma en 1870. Va cursar estudis a l'Escola de Belles Arts i posteriorment al taller-escola de Ricard Anckermann. Fou un dels pintors més actius, prolífics i destacats de la primera meitat del segle xx. Va tenir l'ambició suficient per desenvolupar i encara que no fos molt comú en la seva època, es dedicà exclusivament a l'ofici de pintor.
Té atenció al procés de renovació artística que surt a l'illa de Mallorca i posa interès per totes les innovacions juntament amb Antoni Gelabert a on es pot observar la influència directa de les Escoles d'Anckerman, Eliseo Meifren, Anglada Camarasa, William Degouve i Santiago Rusiñol, convertint-se en el pioner de la renovació de la pintura mallorquina en el primer terç del segle xx.
Es relaciona principalment amb Santiago Rusiñol, William Degouve i amb Juan Mir. Entre 1908 i 1909 fa amistat amb el pintor francès Henri Brugnot. Va rebre consells de Eliseo Meifren aprofitant l'estancia de Meifren a l'illa de Mallorca entre 1907 i 1910. A 1914 segueix les obres d'Anglada Camarasa i als anys 30 amb Guillem Bergnes.
Construeix un estil personal a on s'interessa principalment pels espais oberts i amb molta lluminositat; admirava la natura, la llum i els colors de l'illa de Mallorca, fruit d'aquesta passió va dir a un article al diari "El Día" de 15 d'agost de 1928: "Interessa a tots els mallorquins, sense excepcions, la defensa del paisatge, que és l'essència de Mallorca. No s'ha de deixar passar cap ocasió per enaltir-lo, afirmar-lo i pregoner-lo tant com sigui possible. Les ocasions s'han d'aprofitar totes, perquè precisament de l'anomenada del paisatge mallorquí emanaran dies de prosperitat i benestar a tota l'illa"
Desenvolupà una intensa activitat expositiva. S'han pogut documentar trenta exposicions individuals fetes a Palma, Maó, Barcelona, Bilbao i Buenos Aires. Participà en un gran nombre d'exposicions col·lectives, fent-se molt habitual a Madrid, Barcelona, Marsella i Múnic.

## Principals exposicions
- Exposició Nacional de Belles Arts de Madrid (anys 1899, 1901, 1904, 1906, 1908, 1926)
- Exposició d'Art de Barcelona (anys 1898, 1907, 1921)
- Exposició Nacional de Pintura, Escultura i Arquitectura de Madrid (anys 1910, 1912, 1917)
- Exposició de Belles Arts de Marsella (1903)
- Exposició Internacional de Múnic (1913)
- Exposició Witcomb de Buenos Aires (Argentina) (1929)

## Premis
- Medalla de Plata en l'Exposició Balear de Sóller (1887)
- Medalla d'Or en Exposició Internacional de Marsella (1903)
- Mencions Honorífiques en Exposicions Nacionals de Belles Arts de Madrid (1904 i 1906)

## Homenatges
- Cercle de Belles Arts de Palma (1945)
- Galeria Quint (1947)
- Exposició Centenari (1970)
- Sala Capitular a La Cartoixa (1970)
- Sa Llonja (1995)

## Obres
- "El Passeig del Born" - Oli sobre tela (132 X 207)
- "Retrat de l'Esposa" - Oli sobre tela (67 X 54)
- "Vista de la Badia de Palma a la sortida des sol" - Oli sobre tela (58 X 71)
- "Nocturn amb figures" - Oli sobre tela (102 X 129)
- "L'amo de Son Moragues" - Oli sobre tela (136,5 X 75,5)
- "Tarongers de Son Roca" - Oli sobre tela (64 X 73,5)
- "Nocturn del Molinar" - Oli sobre tela (60 X 41,5)
- "Sa Foradada" - Oli sobre tela (46 X 55)